# (6787) 1991 PF15
A (6787) 1991 PF15 a Naprendszer kisbolygóövében található aszteroida. Henry E. Holt fedezte fel 1991. augusztus 7-én.